# Център по тракология „Проф. Александър Фол“
Центърът по тракология „Проф. Александър Фол“ е научно звено в Института за балканистика при Българската академия на науките. Центърът изследва историята и културата на траките от праисторията до Късната античност в контекста на Югоизточна Европа, Средиземноморието и Мала Азия.
Центърът по тракология е седалище на Секретариата на Международния съвет за индоевропейски и траколожки изследвания, който обединява 31 учени от 14 страни.